# Ju-Jitsu ai Giochi mondiali 2022 - Sistema fighting 85 kg maschile
La gara di sistema fighting 85 kg maschile di ju-jitsu ai Giochi mondiali 2022 si è svolta il 15 luglio 2022 a Birmingham.

## Risultati

### Fase preliminare

#### Gruppo A
| Pos | Atleta        | G | W | L | PF | PA | PD  | Pts |
| --- | ------------- | - | - | - | -- | -- | --- | --- |
| 1   | Daniel Zmeev  | 2 | 2 | 0 | 31 | 2  | +29 | 4   |
| 2   | Wei Chu-cheng | 2 | 1 | 1 | 13 | 23 | −10 | 2   |
| 3   | Balam Quitze  | 2 | 0 | 2 | 11 | 30 | −19 | 0   |

#### Gruppo B
| Pos | Atleta           | G | W | L | PF | PA | PD  | Pts |
| --- | ---------------- | - | - | - | -- | -- | --- | --- |
| 1   | Nikola Trajković | 2 | 2 | 0 | 19 | 7  | +12 | 4   |
| 2   | Donny Donker     | 2 | 1 | 1 | 17 | 18 | −1  | 2   |
| 3   | Arso Milić       | 2 | 0 | 2 | 10 | 21 | −11 | 0   |

### Fase finale
|  | Semifinale       | Semifinale       | Semifinale       |                  |              | Finale            | Finale            | Finale            |  |
|  |                  |                  |                  |                  |              |                   |                   |                   |  |
|  | Daniel Zmeev     | Daniel Zmeev     | 9                |                  |              |                   |                   |                   |  |
|  | Daniel Zmeev     | Daniel Zmeev     | 9                |                  |              |                   |                   |                   |  |
|  | Donny Donker     | Donny Donker     | 11               |                  |              |                   |                   |                   |  |
|  | Donny Donker     | Donny Donker     | 11               |                  | Donny Donker | Donny Donker      | 9                 |                   |  |
|  |                  |                  |                  |                  | Donny Donker | Donny Donker      | 9                 |                   |  |
|  |                  |                  | Nikola Trajković | Nikola Trajković | 14           |                   |                   |                   |  |
|  | Nikola Trajković | Nikola Trajković | Nikola Trajković | Nikola Trajković | 14           | 14                |                   |                   |  |
|  | Nikola Trajković | Nikola Trajković |                  |                  |              | 14                |                   |                   |  |
|  | Wei Chu-cheng    | Wei Chu-cheng    | 7                |                  |              | Finalina 3º posto | Finalina 3º posto | Finalina 3º posto |  |
|  | Wei Chu-cheng    | Wei Chu-cheng    | 7                |                  |              |                   |                   |                   |  |
|  |                  |                  |                  |                  |              |                   |                   |                   |  |
|  |                  |                  |                  |                  |              | Daniel Zmeev      | Daniel Zmeev      | 9                 |  |
|  |                  |                  |                  |                  |              | Daniel Zmeev      | Daniel Zmeev      | 9                 |  |
|  |                  |                  |                  |                  |              | Wei Chu-cheng     | Wei Chu-cheng     | 6                 |  |